# 8090 (湖南卫视)
《8090》是湖南卫视的一期情感类节目，定于周一晚20：30播出，于2009年11月开播，最初由曹颖担任主持人。该节目以讲述80后、90后的情感故事为主，旨在为他们解决情感矛盾。

## 主播
- 曹颖
- 陈正飞